# Prix jeune talent
Le prix jeune talent est un prix décerné au Festival international de la bande dessinée d'Angoulême depuis 1982, récompensant le travail d'un auteur n'ayant jamais publié professionnellement de bande dessinée, contrairement au prix révélation qui récompense un premier album, mais n'étant pas forcément encore étudiant ou lycéen, comme dans le cas du prix de la bande dessinée scolaire. Certains des lauréats sont par la suite devenus des professionnels de la bande dessinée.
Entre 1987 et 1992 le prix avenir était organisé et parrainé par La Poste. Les jurys de La Poste ont été présidés, entre autres, par André Juillard et Fred[réf. nécessaire].
Le prix est depuis 2000 remis dans le cadre du « concours jeunes talents » organisé par la Caisse d'épargne, qui distingue chaque année trois auteurs. Le prix s'est également appelé au fil de son histoire Alfred de l'avenir, Alph-Art avenir, Alph-Art graine de pro et Alph-Art jeunes talents.

## Liste des auteurs récompensés

### Alfred de l'avenir
- 1982 : Jacques-Henri Tournadre
- 1983 : Thierry Clavaud
- 1984 : Bruno Barbier
- 1985 : Daniel Germain et Christophe Bonnaud
- 1986 : Thierry Gaufilet
- 1987 : O'Groj
- 1988 : Mazan

### Alph-Art avenir
- 1989 : Claire Wendling, Deux Mondes
- 1990 : Patrick Prugne, Le Lièvre et la Tortue
- 1991 : Tiburce Oger
- 1992 : Isabelle Dethan
- 1993 : Virginie Broquet

### Alph-Art graine de pro
- 1995 : Isabelle Denis
- 1996 : Alexis Nesme
- 1997 : Olivier Supiot
- 1998 : Yann-Joseph Provost
- 1999 : Stéphane Perger

### Alph-Art jeune talent
- 2000 : Sylvain-Moizie
- 2001 : Jacek Frąś (Pologne)
- 2002 : Cyril Doisneau
- 2003 : Romain Sein

### Prix jeunes talents
- 2004 : Anne Simon
- 2005 : Vincent Perriot
- 2006 : Karine Bernadou
- 2007 : Kuyng Eun Park
- 2008 : Patrick Morin
- 2009 : Clément Paurd
- 2010 : Guillaume Chauchat
- 2011 : Adrien Herda
- 2012 : Jérémie Moreau
- 2013 : Eugène Riousse
- 2014 : Gabrielle Roque
- 2015 : Camille Debray
- 2016 : Cheyenne Olivier
- 2017 : Nassim Sarni[1]
- 2018 : Louisa Vahdat[2]
- 2019 : Louis Lanne[3]
- 2020 : Adèle Maury[4]
- 2021 : Coline Hégron[5]
- 2022 : Anto Metzger
- 2023 : Clara Hervé
- 2024 : Charlotte Bresler